# Zhongshan-Grotten
Die Zhongshan-Grotten (chinesisch 鐘山石窟 / 钟山石窟, Pinyin Zhōngshān shíkū, englisch Zhongshan Grottoes) am Fuß des Zhong-Berges im Kreis Zichang im Norden der chinesischen Provinz Shaanxi sind ein buddhistischer Höhlentempel aus der Zeit der Nördlichen Song-Dynastie. Allein seine Haupthalle enthält über zehntausend Buddhas verschiedener Größe.
Er besteht aus achtzehn Höhlen und soll bis auf die Zeit der Östlichen Jin-Dynastie (317–420) zurückgehen.
Die Zhongshan-Grotten (Zhongshan shiku) stehen seit 1988 auf der Liste der Denkmäler der Volksrepublik China (3-51).